# Силард, Лена
Ле́на Си́лард (венг. Szilárd Léna, урождённая Ле́на Афия́товна Айзату́лина; род. 3 апреля 1933, Москва) — венгерский филолог-славист.

## Биография
Окончила филологический факультет МГУ (1955) и аспирантуру при нём (1958). В 1960—1962 гг. преподавала русский язык и литературу в Российском университете дружбы народов.
С 1962 г. в Венгрии преподавала в Будапештском университете (с 1993 г. профессор). Выступала также с лекциями в университетах Италии, США, Канады, Австрии, Финляндии, участница VII—XII Всемирных конгрессов славистов. В 1997—2007 гг. профессор Университета Сассари в Италии, директор его Института иностранных языков и литературы (2002—2003). Член ряда научных обществ, член редколлегии журнала Studia Slavica Hungarica (с 1991 г.), член Секции Лингвистики и Литературы Венгерской Академии Наук, член Итальянского Общества Славистов, и глава Международного Исследовательского Центра Мультикультурализма и Межкультурных Связей (Альгеро, Италия).
Организатор будапештских научных конференций, посвящённых творчеству Вячеслава Иванова (1995) и Дмитрия А. Пригова (1997), и конференций в Сассари «Мифология города» (2000) и «Диалог культур. Проблема мультикультурализма» (2001).
Гражданка Венгрии и с 2015 года гражданка Италии.

## Публикации
Автор сто сорока статьей и шестнадцати книг, в том числе ряда монографий о русской поэзии — «Теория карнавала от Вячеслава Иванова до Михаила Бахтина» (венг. A karneválelmélet Vjacseszlav Ivanovtól Mihail Bahtyinig; 1989) и «Андрей Белый и поэтика русского символизма» (венг. Andrej Belij és az orosz szimbolista regény poétikája; 2002), книги «Герметизм и герменевтика» (Санкт-Петербург: Издательство Ивана Лимбаха, 2002), учебного пособия «Русская поэзия XX века» (итал. La poesia russa del XX secolo; 2002), исследований о творчестве Ф. Достоевского, А. Чехова, А. Блока, А. Ахматовой, В. Хлебникова, М. Булгакова и др. Составила хрестоматию «Русская литература конца XIX — начала XX века» (в 2 томах, 1979—1981), сборник статей «Русская литература между Востоком и Западом» (1999).

## Премии
Удостоена Премии Андрея Белого (2002) в номинации «Гуманитарные исследования».